# دراگون (آلمان)
دراگون (به آلمانی: Dragun) یک شهر در آلمان است که در نوردوست‌مکلنبورگ واقع شده‌است. دراگون ۸۵۲ نفر جمعیت دارد.